# Renault Espace
Pour les articles homonymes, voir Espace.
La Renault Espace est une gamme d'automobiles de type monospace. L'Espace I est lancée en 1984, la seconde génération en 1991 puis la troisième génération en 1996. L'Espace IV est commercialisée en 2002. L'Espace V, lancée en 2015, amorce la fin du concept et se définit comme un « crossover ». En 2023, l'Espace VI a perdu toutes ses caractéristiques originelles pour ne constituer, en fait, qu'une version à 7 places de l'Austral.
La première génération est conçue par Matra Automobile dont le patron Philippe Guédon souhaite réaliser depuis 1979 une voiture pour transporter confortablement une famille et ses bagages, à l'instar des vans américains. Le succès éclatant de la Rancho et la tendance à l'évasion familiale conforte Matra dans cette prospective. La fabrication des première, deuxième et troisième générations est confiée à l'usine Matra de Romorantin, qui, sur un châssis galvanisé à chaud, fait appel aux composites pour la carrosserie.

## Historique

### L'ère: 1979 - 1981
En 1979, Philippe Guédon, PDG de Matra Automobile, est soucieux de trouver des successeurs aux Bagheera et surtout à la Rancho sur les chaînes de montages. Une idée l’intéresse en particulier : il s'agit de transposer le concept du « van » américain au marché européen. En effet, à la suite d’un voyage aux Etats-Unis, il acquiert la conviction que l’avenir de l’automobile passera par l’apparition de véhicules récréatifs familiaux et ludiques. Le succès de la Rancho l'a conforté dans son opinion. Matra passe peu à peu de son image de constructeur de véhicules sportifs à celle de constructeur de véhicules décalés.

#### Le «dessin orange»
Philippe Guédon confie à Antoine Volanis, styliste des Bagheera (phase 2), Rancho et Murena, le soin de lui faire une proposition. En un week-end, il crée ce qui sera connu sous le nom de « dessin orange ». Les formes sont élégantes, dynamiques, personnelles ; loin de l’image utilitaire du van américain. C’est une automobile à trois portes avec une conduite avancée au-dessus des roues avant. On retrouve le toit rehaussé de la Rancho avec la galerie sur la partie basse.

#### Les prototypes Peugeot-Talbot: P16, P17, P18
En mars 1979, des plans définissent une conception plus traditionnelle. Le moteur transversal passe à l’avant et les rangées de sièges sont en position classique ; par ailleurs, la conduite avancée est abandonnée pour des raisons de sécurité. La voiture mesure 4 mètres de long. Le projet P16 est né.
En juin 1979, une maquette pleine est réalisée, suivie d’une maquette creuse avec un aménagement intérieur complet. On y reconnaît les phares de la Peugeot 604. Entre les deux maquettes, le dessin évolue et le toit rehaussé est abandonné. La banquette arrière est issue de la Peugeot 604, le volant de la Matra Murena. La carrosserie repose sur une base de Talbot Solara. Des esquisses montrent même des variations sur différents thèmes : Week-end, Grand-raid,... La Grand-raid reprend de nombreux détails de la Rancho : protections, pneus tous chemins, galerie de toit renforcée, etc.
Le projet P16 peut être présenté à l’état-major de PSA en novembre 1979. La réaction est positive malgré la surprise des dirigeants face à cette proposition originale. De nouvelles propositions sont demandées.
Matra fera évoluer le concept dans deux directions :
- Le P17 est une voiture beaucoup plus compacte que le P16. La longueur passe de 4,18 m à 3,84 m, et l’empattement fait 2,52 m. Cette piste n’est pas retenue, le véhicule n'étant pas considéré comme assez habitable.
- Le P18 mesure quant à lui 4,18 m de long avec un empattement de 2,60 m. Le porte-à-faux avant le fait paraître plus large que l'Espace. Le P18 arbore une moquette qui remonte sur la planche de bord. Il adopte la motorisation 1592 cm³ de 92 ch de la Murena 1.6.

En octobre 1981, la carrosserie est définitive, des évolutions sont imaginées : fourgon, pick-up,... En cas de manque de succès de la berline, sa conversion en utilitaire serait possible.
Toutefois, Peugeot se remet du rachat de Chrysler Europe (rebaptisé Talbot) et manque de trésorerie. La priorité est donnée au lancement de la 205 et Peugeot refuse le projet. Il est ensuite proposé à Citroën, le P18 basée sur la plateforme de la BX devient le P20. Aucune suite n'est donnée.

#### Quitte ou double
Philippe Guédon joue son va-tout pour sauver son entreprise[style à revoir].
Le projet devient P23 en octobre 1982, il évolue beaucoup, d’une part parce qu'Antoine Volanis a quitté Matra, et d’autre part, parce que la base que Matra utilise est celle de la Renault 18, une traction avant à moteur longitudinal (la Solara et la BX ont un moteur transversal). L’empattement est réduit à 2,55 m, le porte-à-faux avant est allongé. Le P23 emprunte son train avant à la Fuego (proche de la R18). Il est présenté à Bernard Hanon, PDG de Renault, au directeur technique et au directeur du produit de la régie par Philippe Guédon en décembre 1982.
Bernard Hanon, PDG de Renault, est séduit car il connaît les États-Unis et l’engouement qu’y connaissent les vans aménagés. Il déclare : « C’est la voiture à laquelle on aboutira naturellement lorsque l’on aura dépassé toutes les vanités automobiles ».

#### Une idée révolutionnaire

Les formes du P23 sont assouplies chez Renault et les prototypes d’avril 1983 arborent les formes quasi définitives. L’étude d’une version utilitaire donne l’idée de valoriser ce plancher plat en utilisant des sièges démontables. Auparavant, toutes les autres études avaient une banquette classique. Ainsi apparaît la caractéristique la plus révolutionnaire de cette automobile : la modularité de son habitacle. Cette idée, insufflée par Renault à Matra, constitue certainement un atout maître dans le succès phénoménal de l'Espace.

#### La Matra P23 devient Renault Espace
La mise au point doit s’accélérer pour un lancement au printemps 1984.
En juin 1983, Renault et Matra signent un accord de coopération prévoyant « l’étude et la fabrication par Matra, à partir d’organes mécaniques Renault, de véhicules commercialisés par le réseau européen de Renault ».
En janvier 1984, les modèles de présérie sortent des chaînes Matra à Romorantin. Les modèles de série sont fabriqués à partir de mars 1984. La Matra P23 est codifiée chez Renault « J11 ».
- La voiture peut transporter jusqu'à 7 personnes grâce à ses 2 ou 3 rangées de sièges indépendants.
- Modulable à souhait, on a le choix entre la fonction transport ou, à l'heure de la détente, la configuration d'un salon confortable avec sièges pivotants.
- La partie arrière peut se transformer en quelques instants en vaste surface de chargement.
- Connu et fabriqué par Matra, et commercialisé par Renault sous le nom (bien choisi) d'Espace, le véhicule cumule les avantages de l'utilitaire léger et de la berline de tourisme, au prix d'un design carré particulier.
- On peut, à l'arrêt, retirer les cinq sièges arrière ou n'en disposer que trois et créer un salon en faisant pivoter les sièges avant.
- La surface vitrée est importante et contribue à faire de la voiture Renault un véritable espace de vie.

### Résumé de l'Espace
L'Espace de Renault connait, entre 1984 et 2023, cinq générations qui ont toutes reçu un ou plusieurs restylages chacune, hormis l'Espace II. Au total, ce sont 1 345 000 exemplaires, toutes générations confondues d'Espace qui ont été produits en près de 40 ans.
| Générations              | Production            | Dérivés de chez Renault | Modèles similaires |
| ------------------------ | --------------------- | ----------------------- | --- |
| Espace I (1984 - 1991)   | 191 694 exemplaires   | Aucun                   | Chrysler Voyager I |
| Espace II (1991 - 1996)  | 317 225 exemplaires   |                         | Chrysler Voyager II - Nissan Serena I - Pontiac Trans Sport - Prévia                                                                                               |
| Espace III (1996 - 2002) | 365 323 exemplaires   | Renault Avantime        | Chrysler Voyager III - Nissan Serena I - Citroën Évasion - Fiat Ulysse I - Lancia Zeta - Peugeot 806 - Ford Galaxy I - Volkswagen Sharan I                         |
| Espace IV (2002 - 2014)  | 372 692 exemplaires   |                         | Chrysler Voyager IV et V - Lancia Voyager - Citroën C8 - Fiat Ulysse II - Lancia Phedra - Peugeot 807 - Ford Galaxy II - Volkswagen Sharan II - Mitsubishi Grandis |
| Espace V (2015 - 2023)   | ~ 100 000 exemplaires |                         | Seat Alhambra - Volkswagen Sharan - Ford Galaxy III - Ford S-Max II                                                                                                |
| Espace VI (2023 - ...)   |                       |                         | Peugeot 5008 III - Volkswagen Tayron - Škoda Kodiaq II |

## 1regénération - Espace I(1984 - 1991)
Le Renault Espace I est produite de 1984 à 1991, avec un restylage en 1988. Il est remplacé en 1991 par le Renault Espace II.

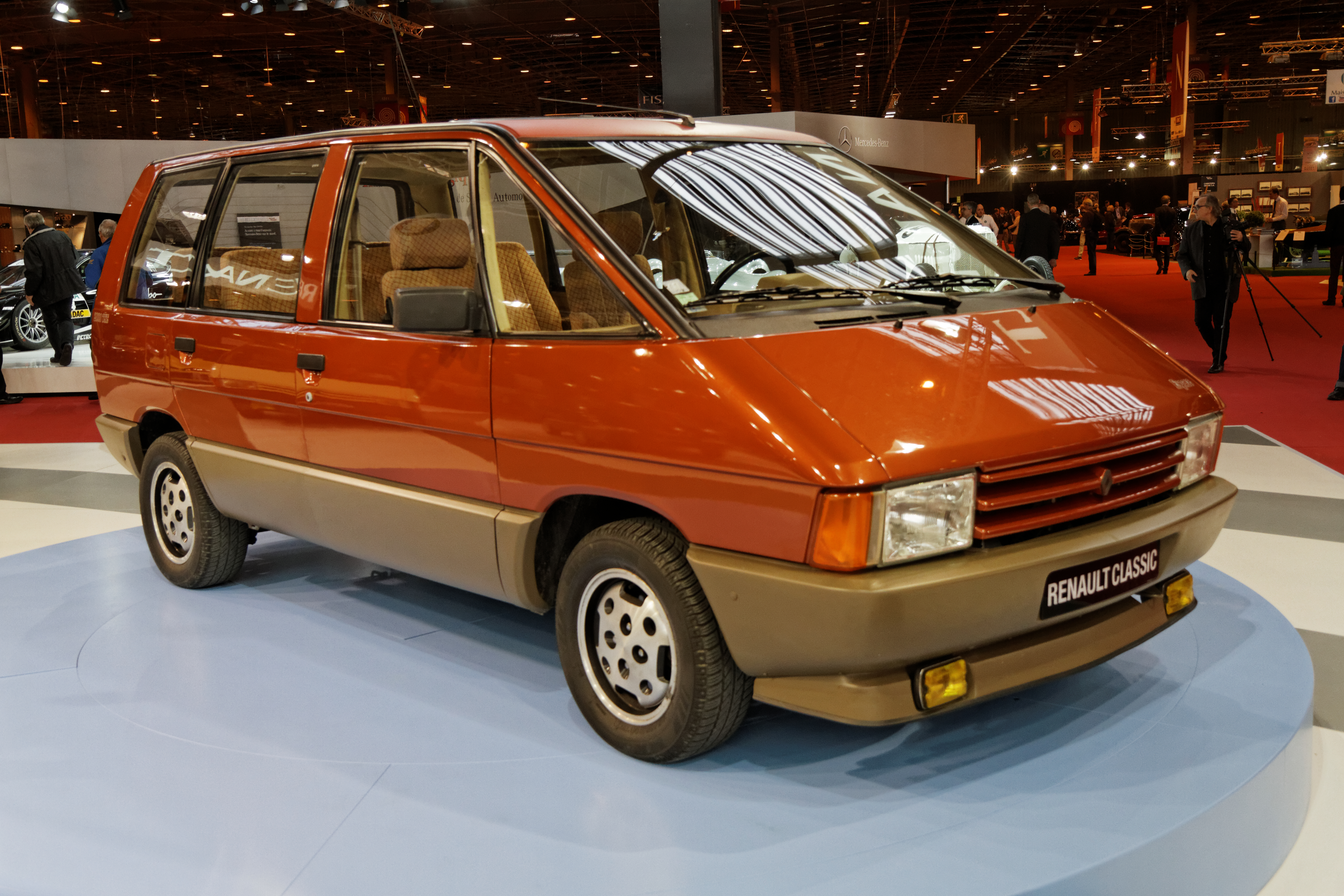
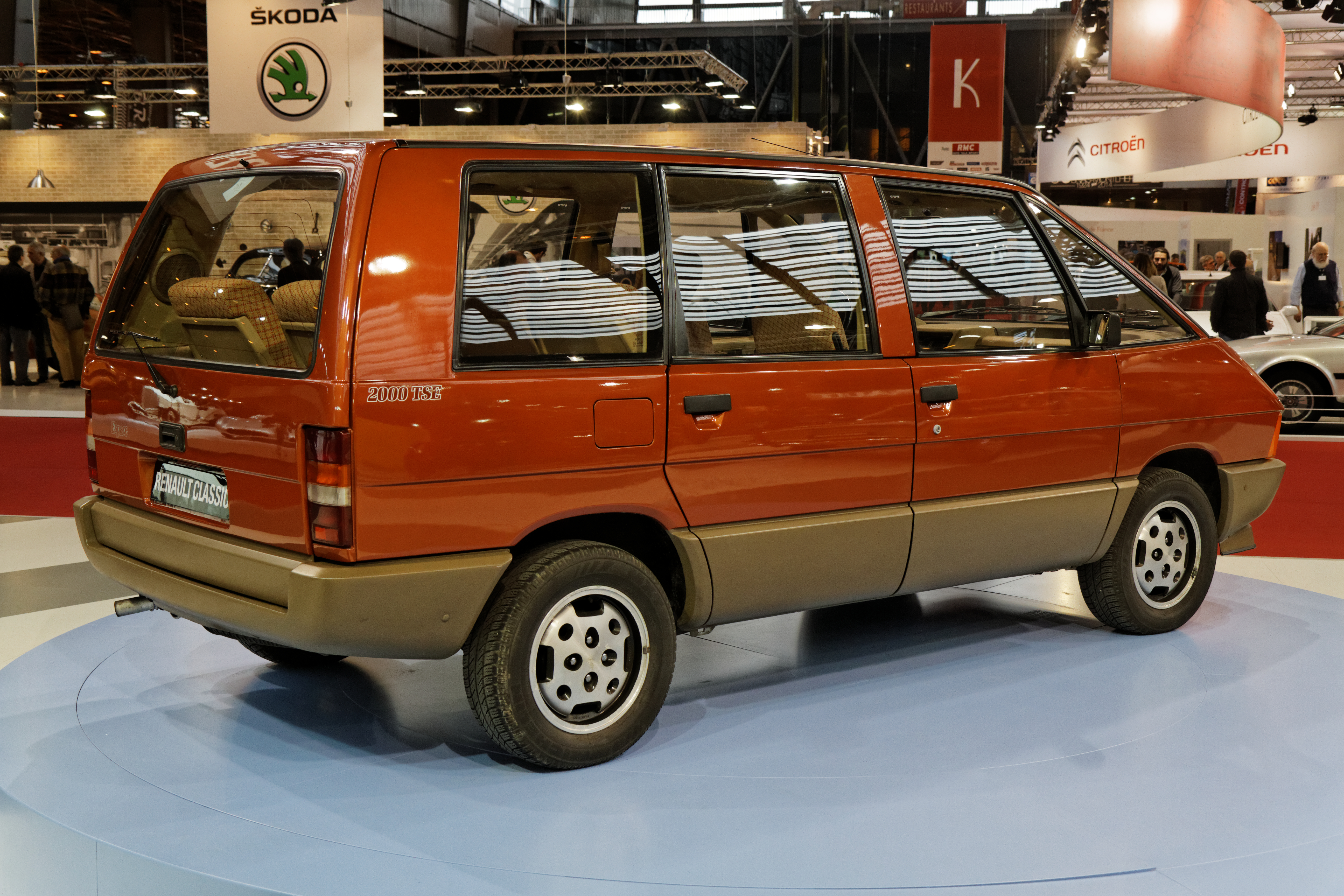

Phase 1produit de 1984 à 1988.
Phase 2produit de 1988 à 1991.

## 2egénération - Espace II(1991 - 1996)
Le Renault Espace II est produite de 1991 à 1996. Il remplace l'Espace I et est remplacé en 1996 par le Renault Espace III.

Différents aspects du Renault Espace
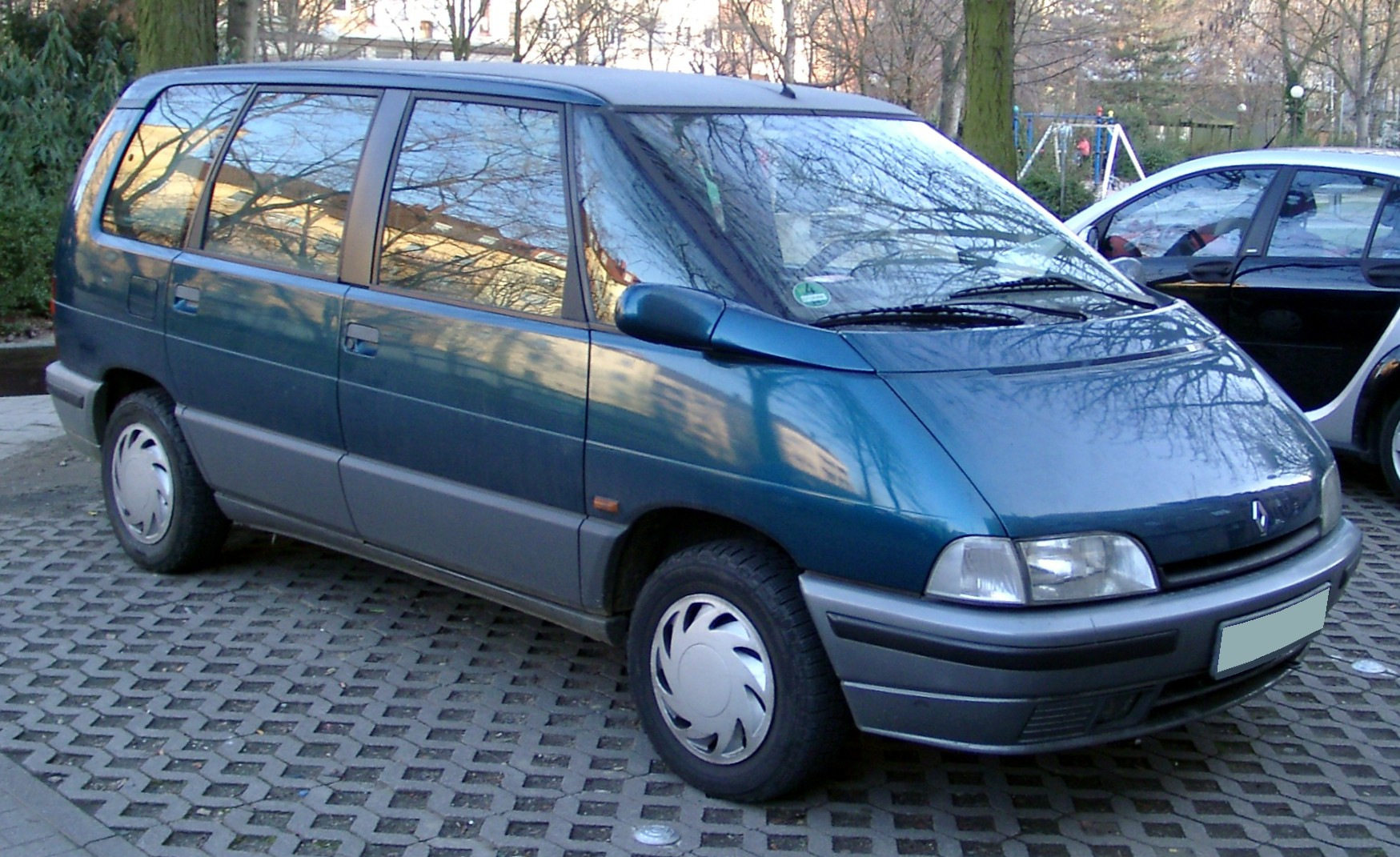
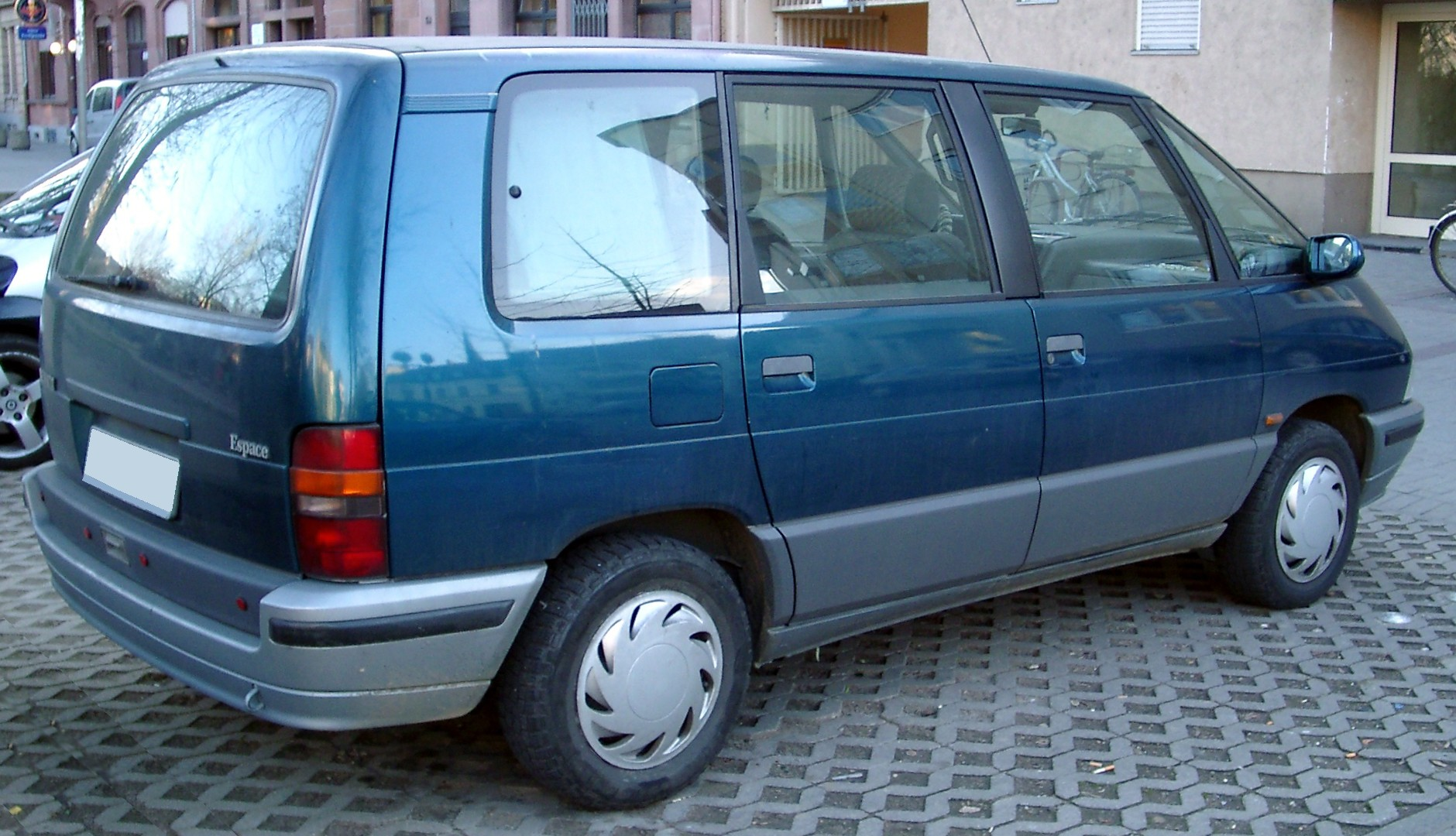
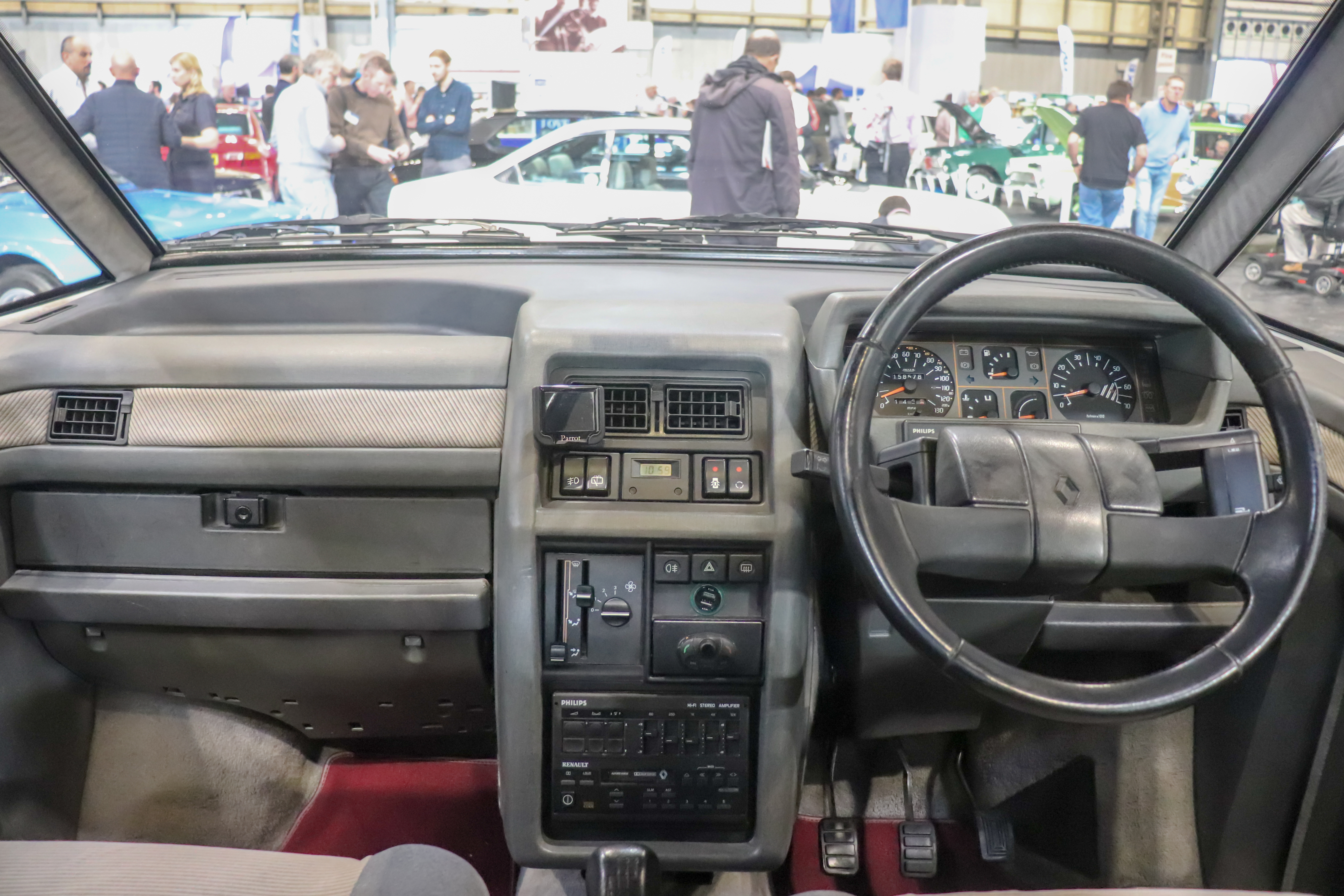

### Versions spécifiques

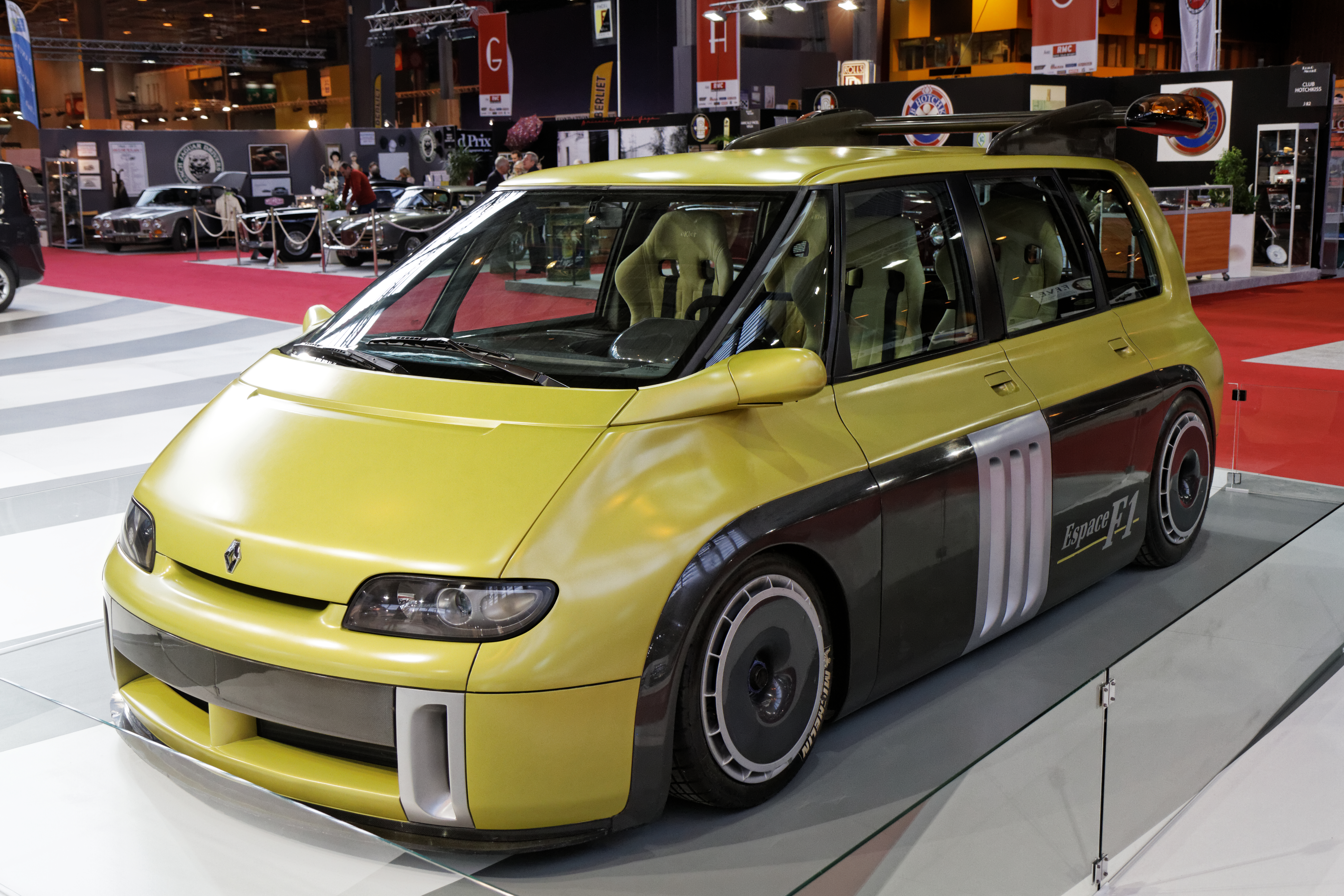
Renault Espace F1.

- Renault Espace F1 : prototype conçu en partenariat entre Renault et Matra en 1994.

## 3egénération - Espace III(1996 - 2002)
Le Renault Espace III est produit de 1996 à 2002. Il remplace l'Espace II et est remplacé en 2002 par le Renault Espace IV.

Renault Espace Expression DCi 2.2
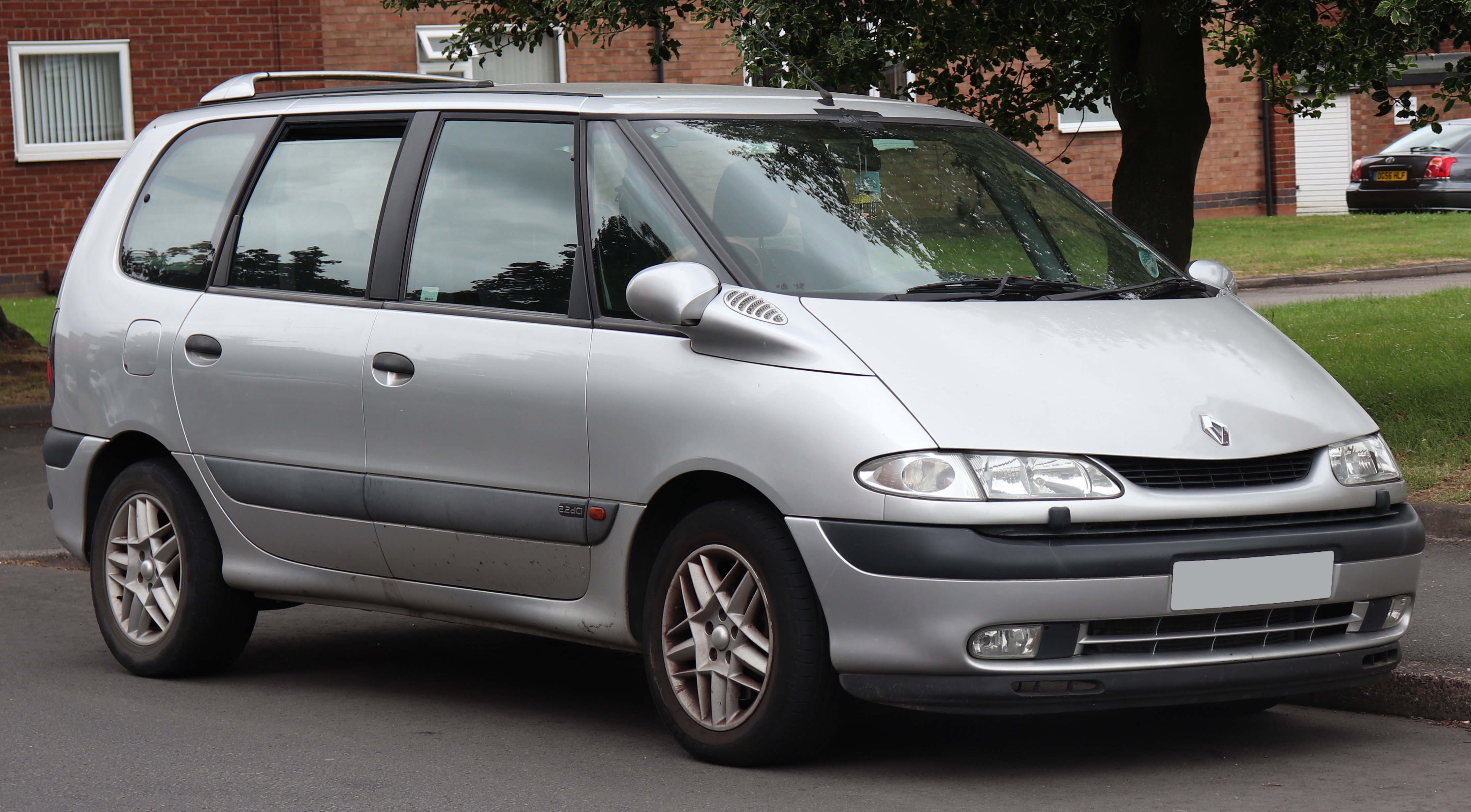
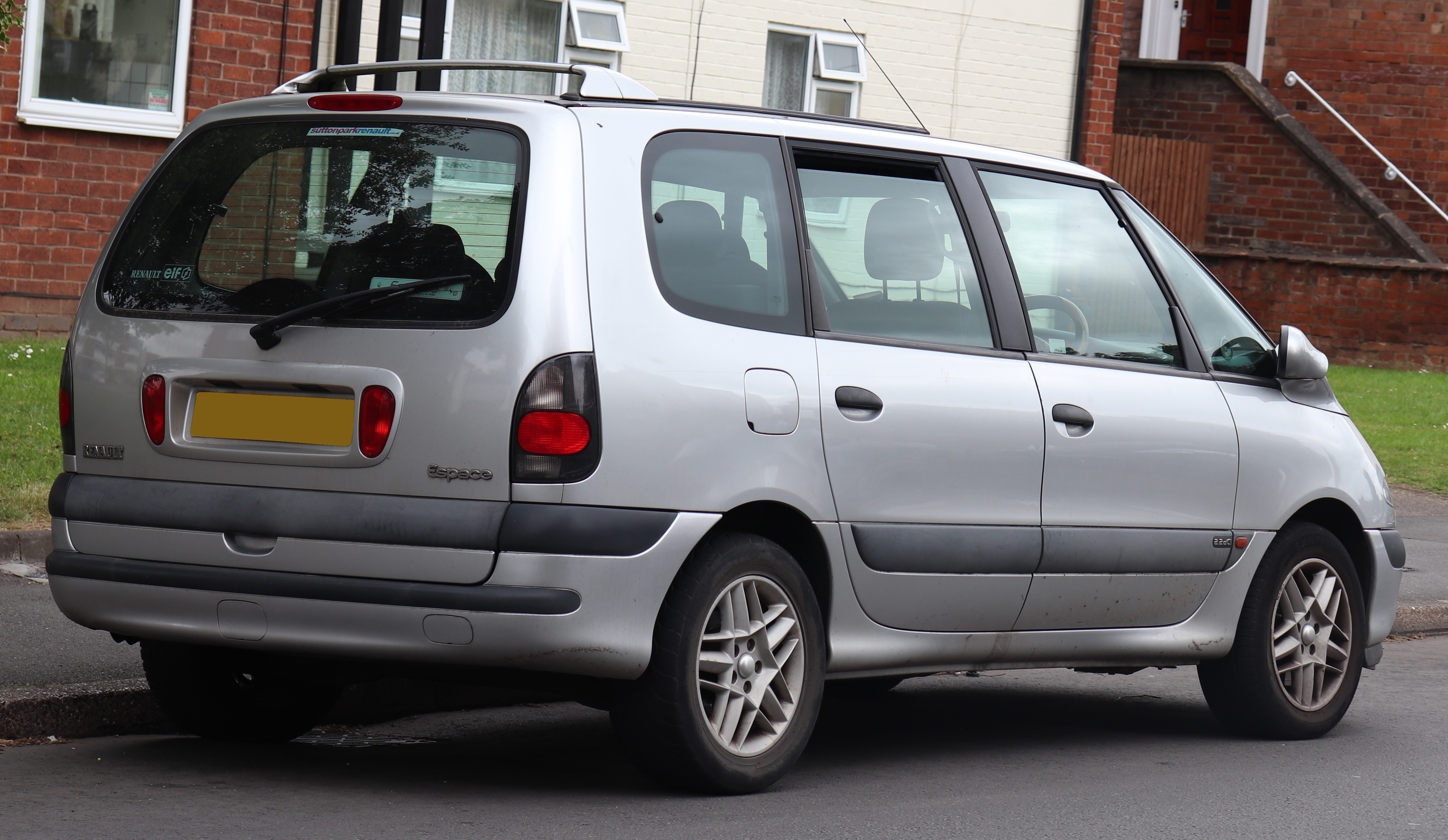

Phase 1
Il est produit de 1996 à 2000.
Phase 2
Il est produit de 2000 à 2002.

### Versions spécifiques

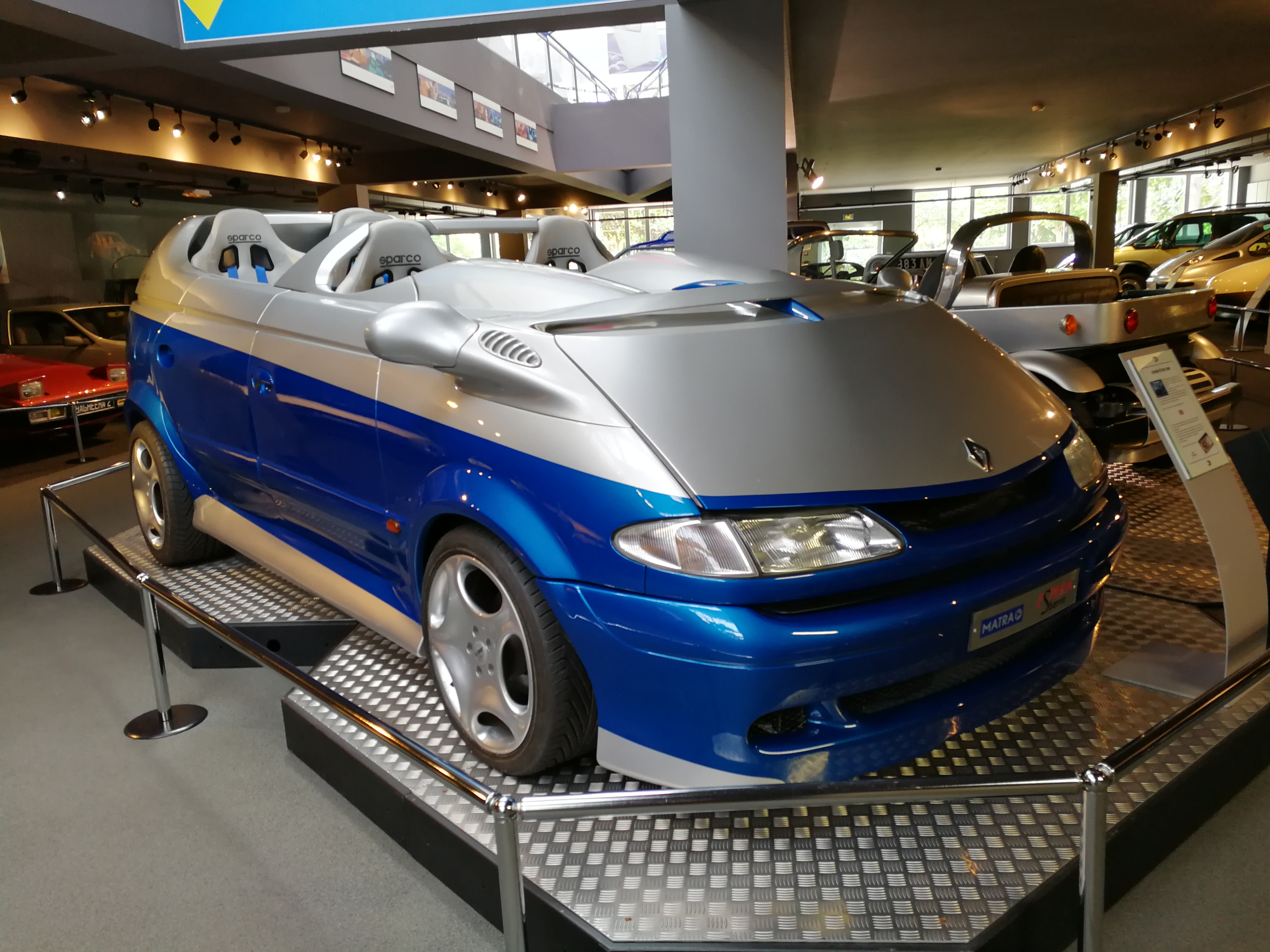
Sbarro Espera Espace Spider (1998) - Musée Matra.
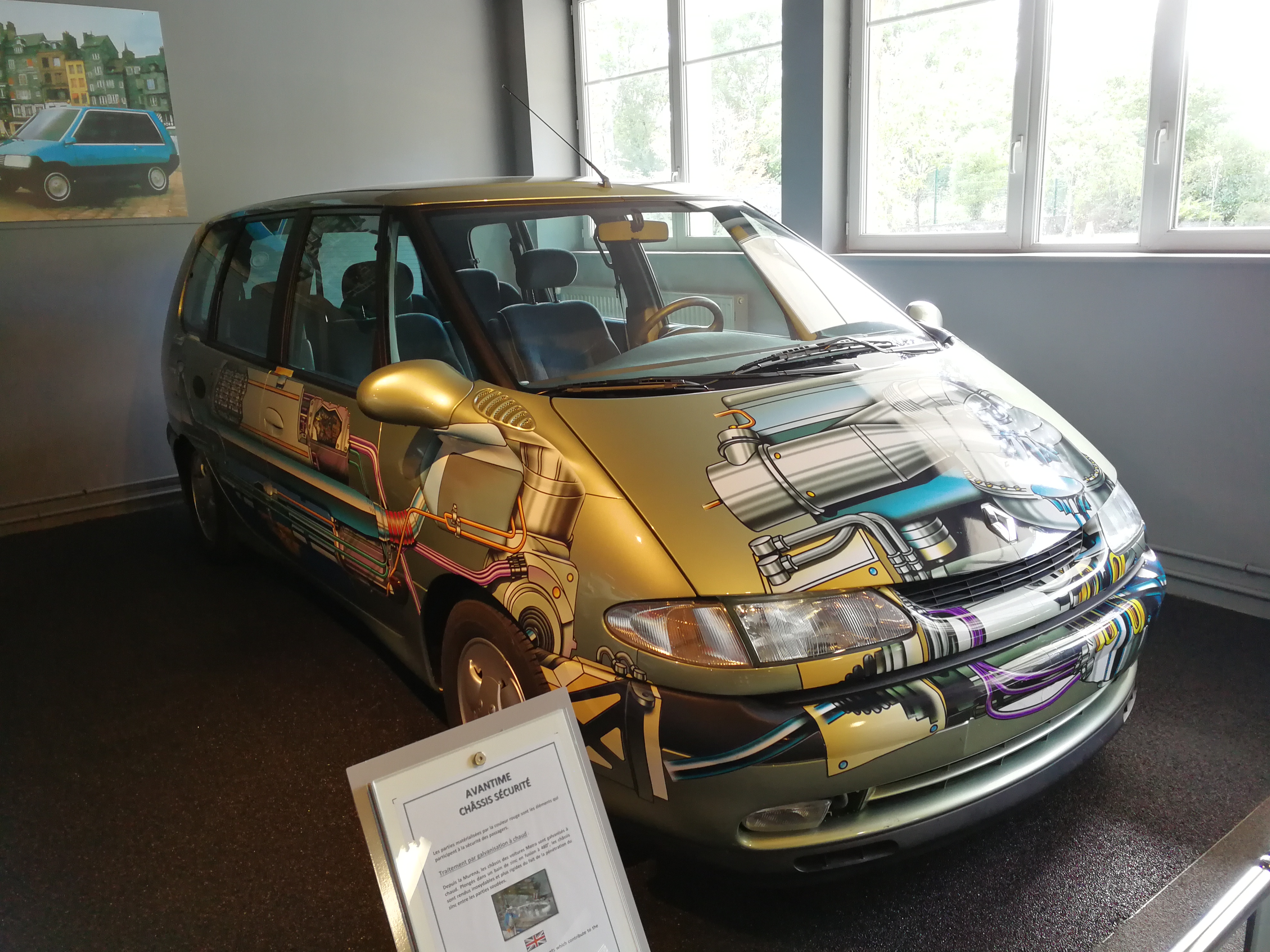
Renault Espace Vert (bi-énergies) - Musée Matra.
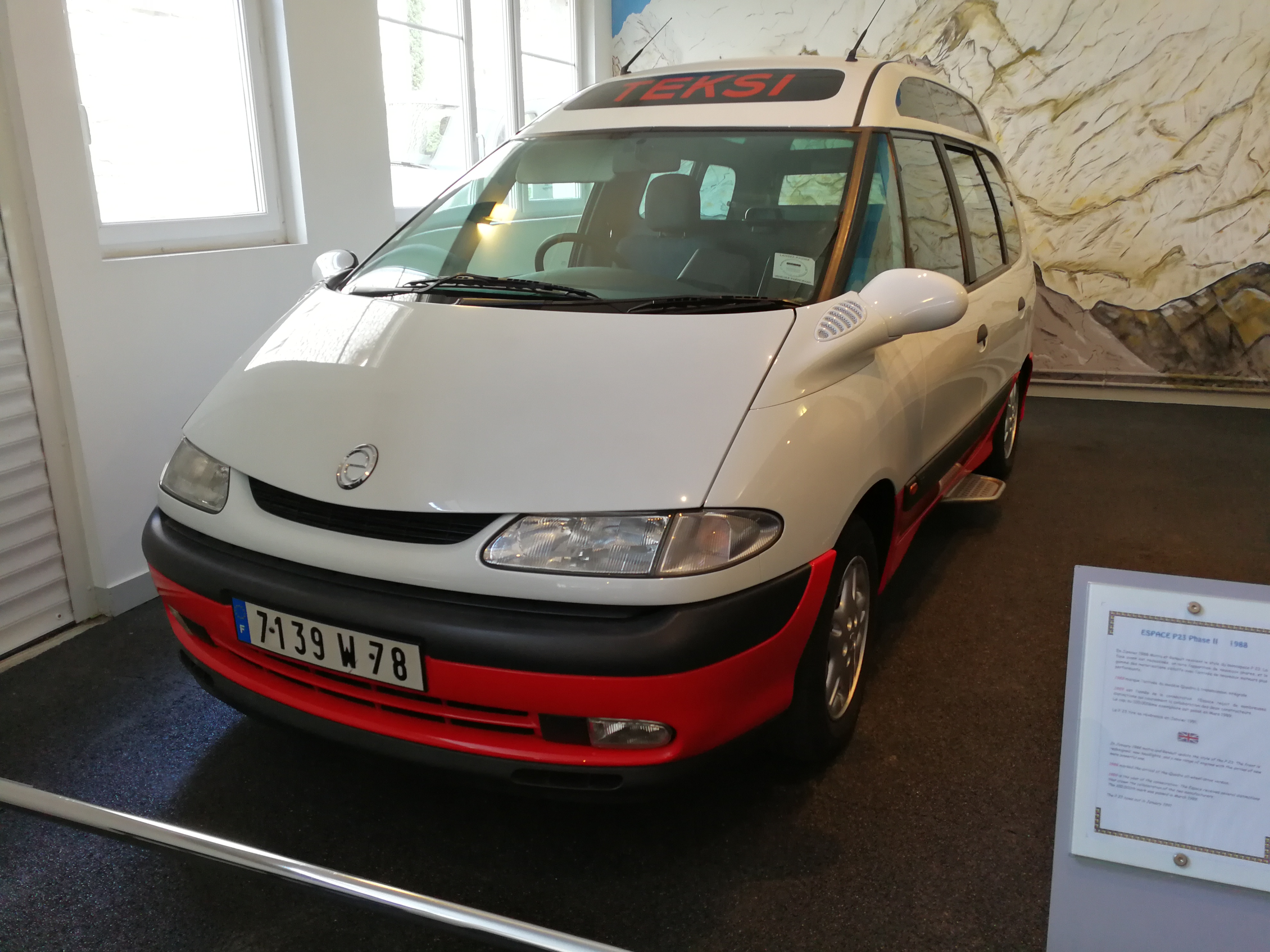
Renault Espace Taxi Malaisien, au gaz naturel - Musée Matra.

## 4egénération - Espace IV(2002 - 2015)
Le Renault Espace IV est produit de 2002 à 2015. Il remplace l'Espace III et est remplacé en 2015 par le Renault Espace V.

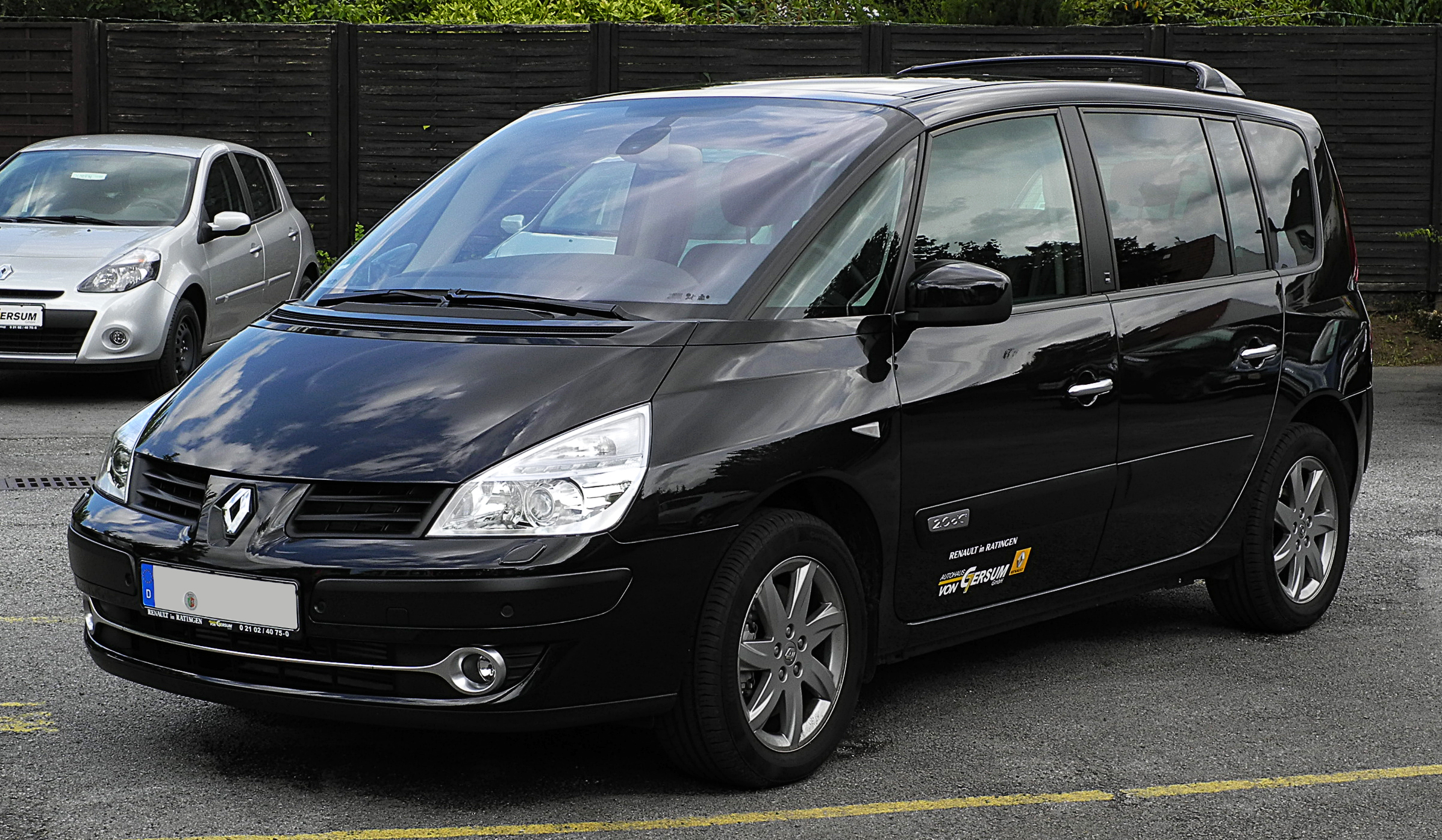
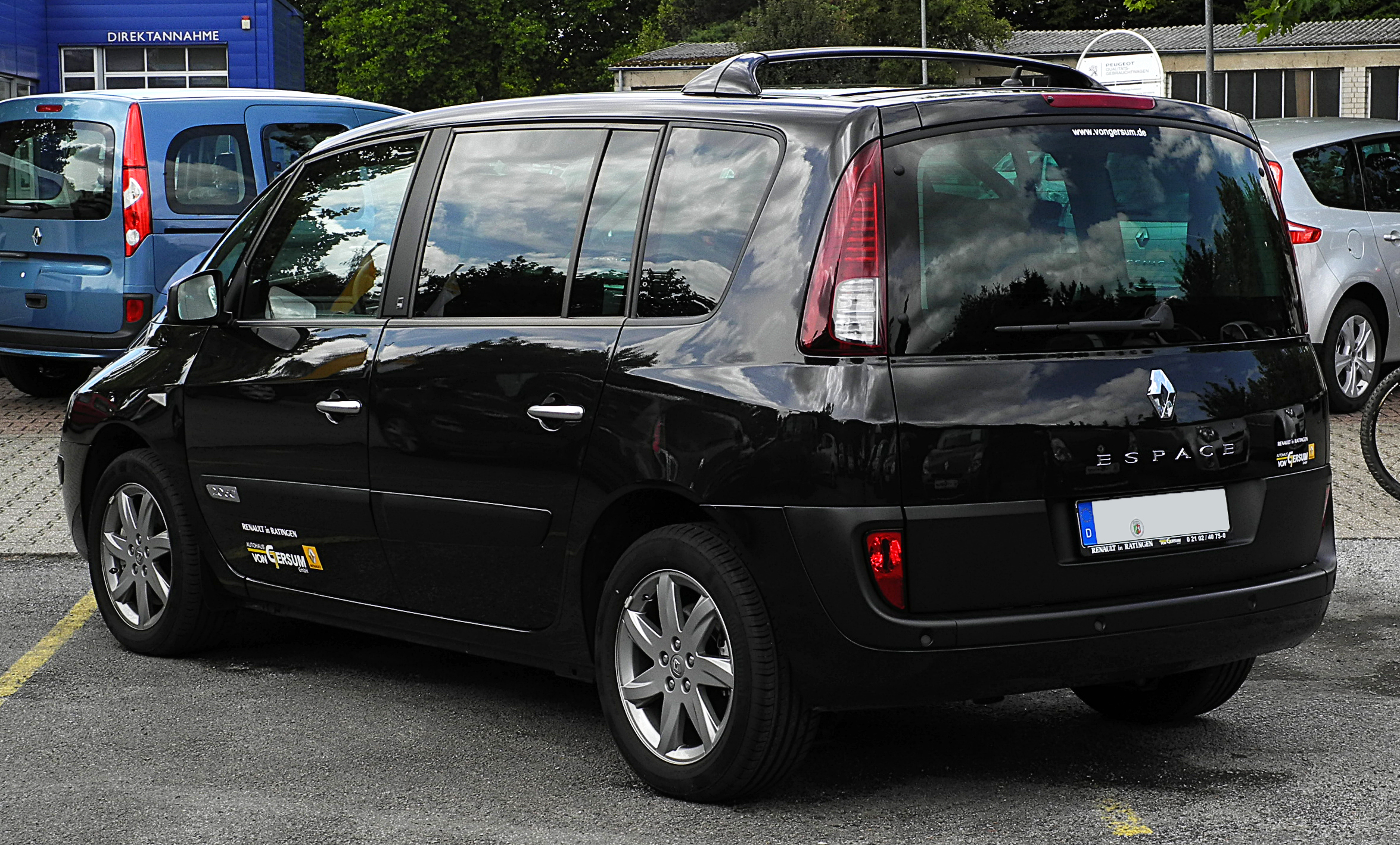
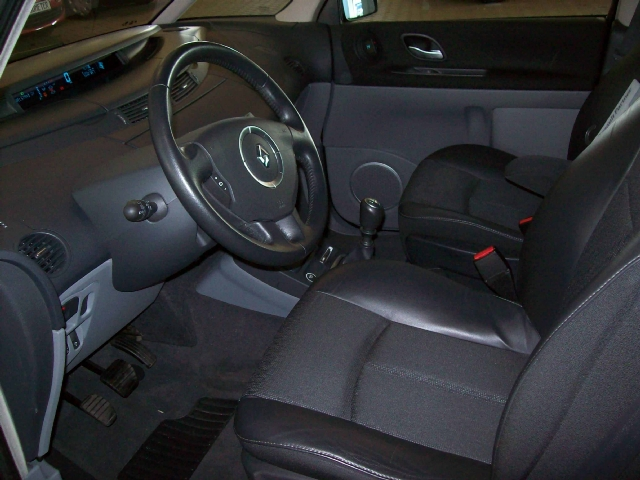

Phase 1
Elle est produite de 2002 à 2006.
Phase 2
Elle est produite de 2006 à 2010.
Phase 3
Elle est produite de 2010 à 2012.
Phase 4
Elle est produite de 2012 à 2014.

## 5egénération - Espace V(2015 - 2023)
Le Renault Espace V est produite entre 2015 et 2023. Il succède à l'Espace IV.

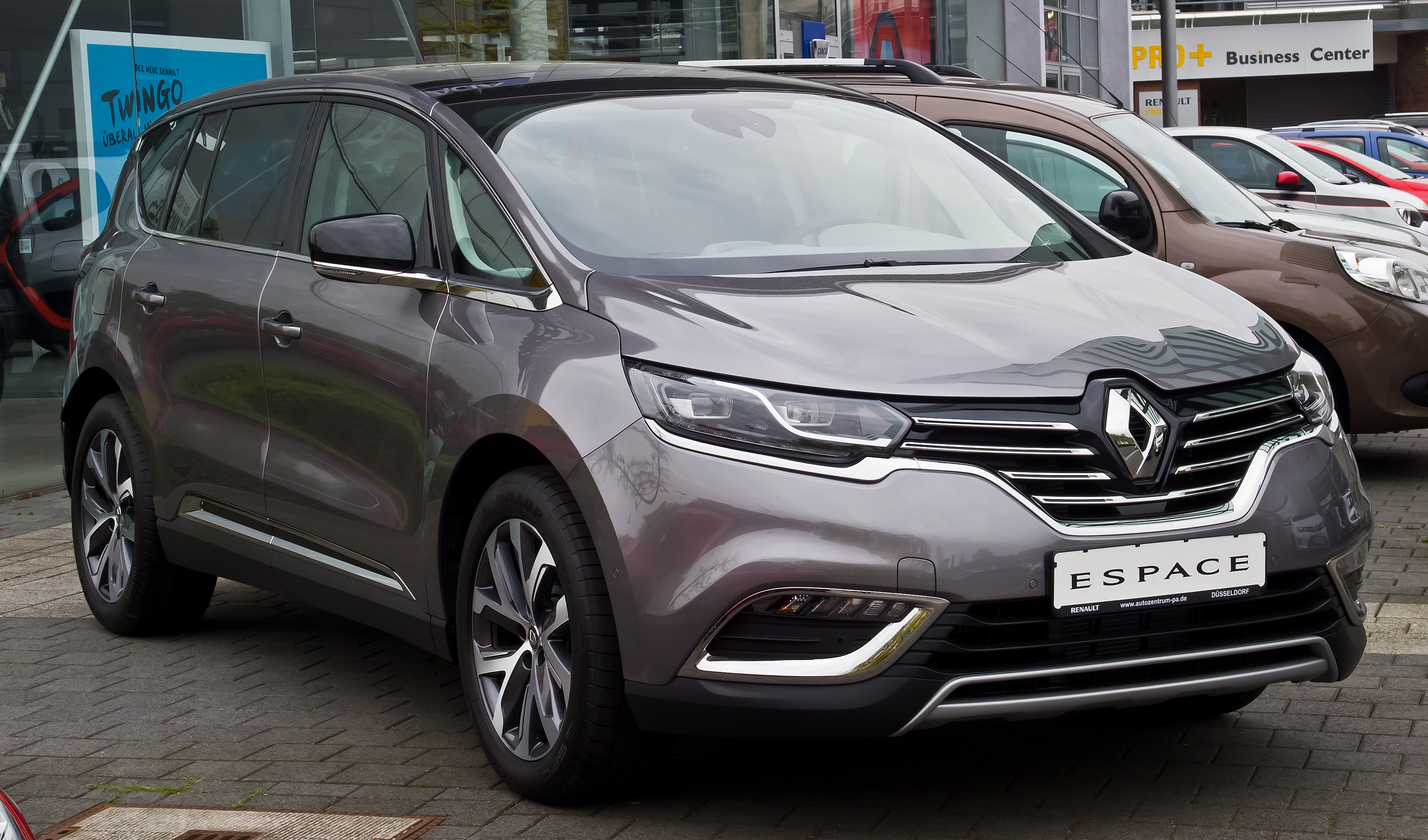
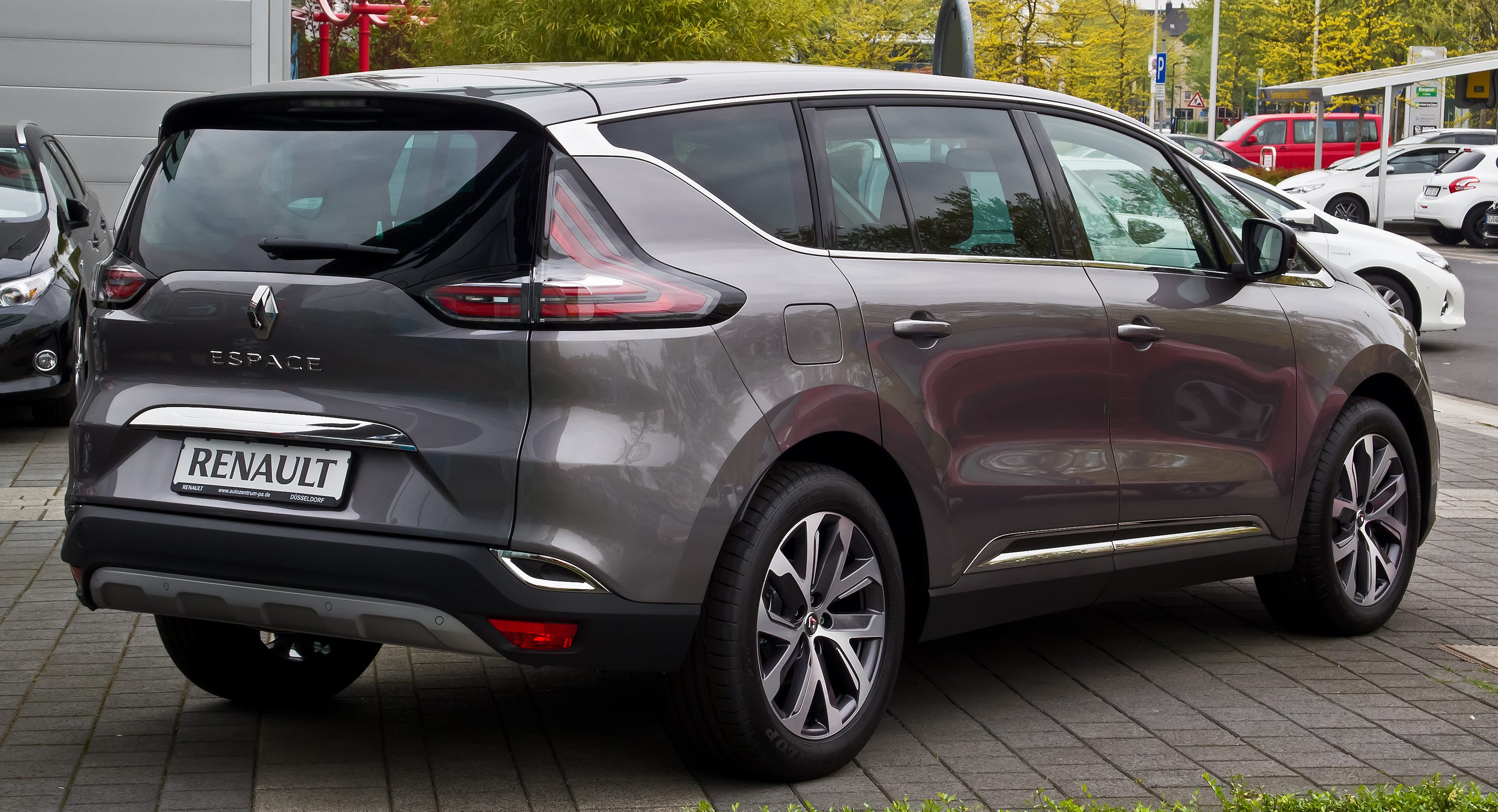
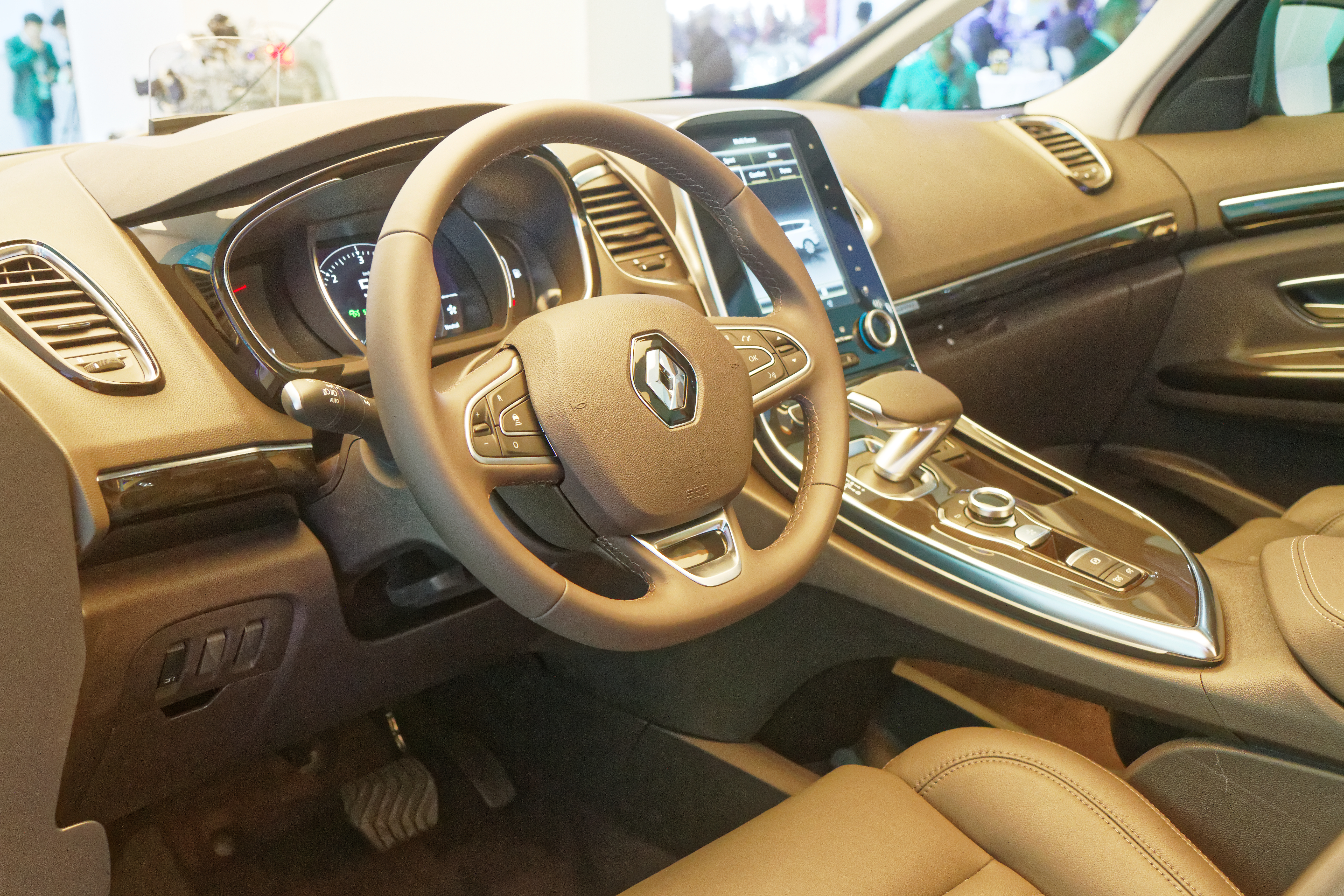

### Versions spécifiques
- Initiale Paris : concept-car créé en 2013.
- Initiale : version haut de gamme du modèle.

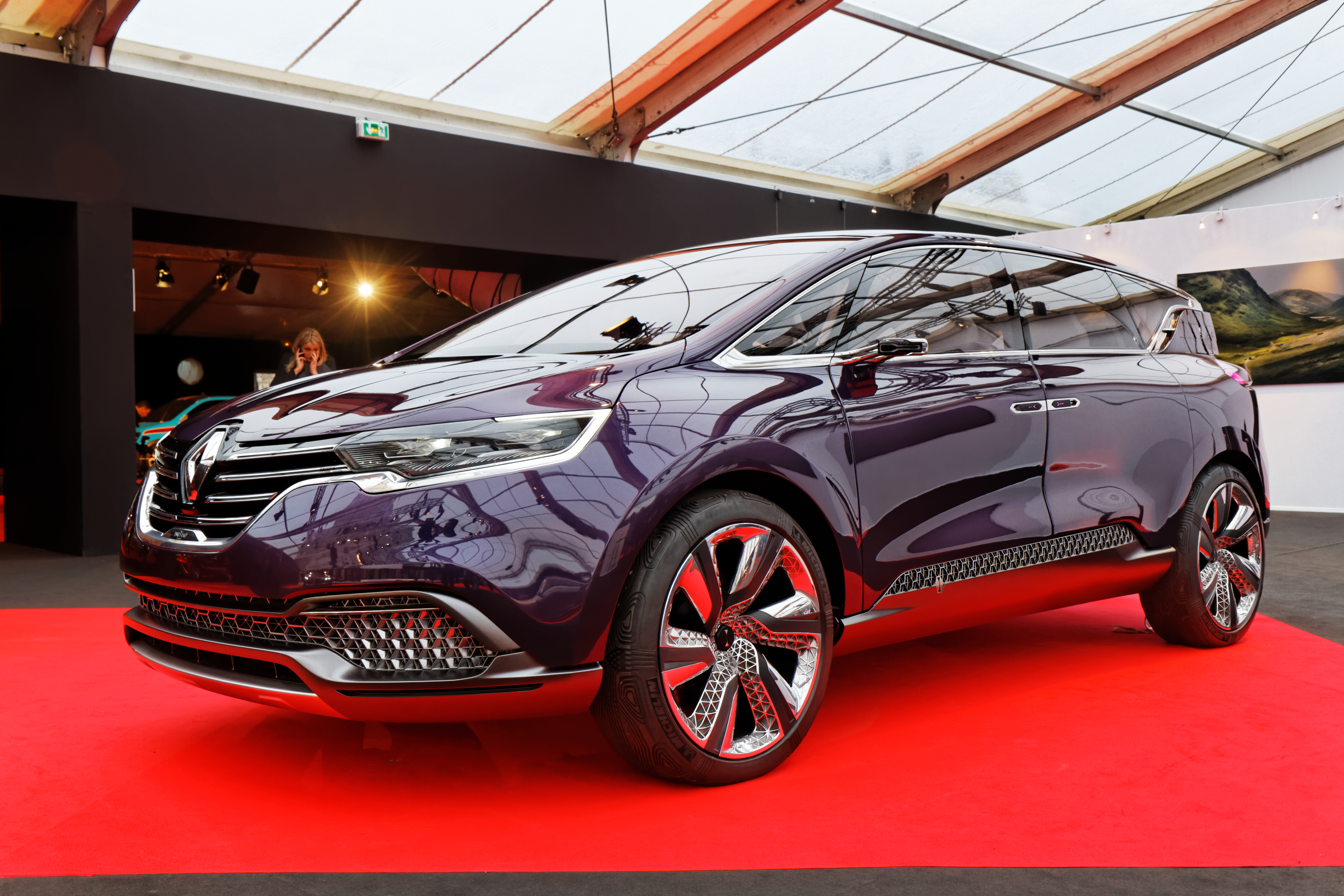
Renault Initiale Paris.

- Life

## 6egénération - Espace VI(2023 - ...)

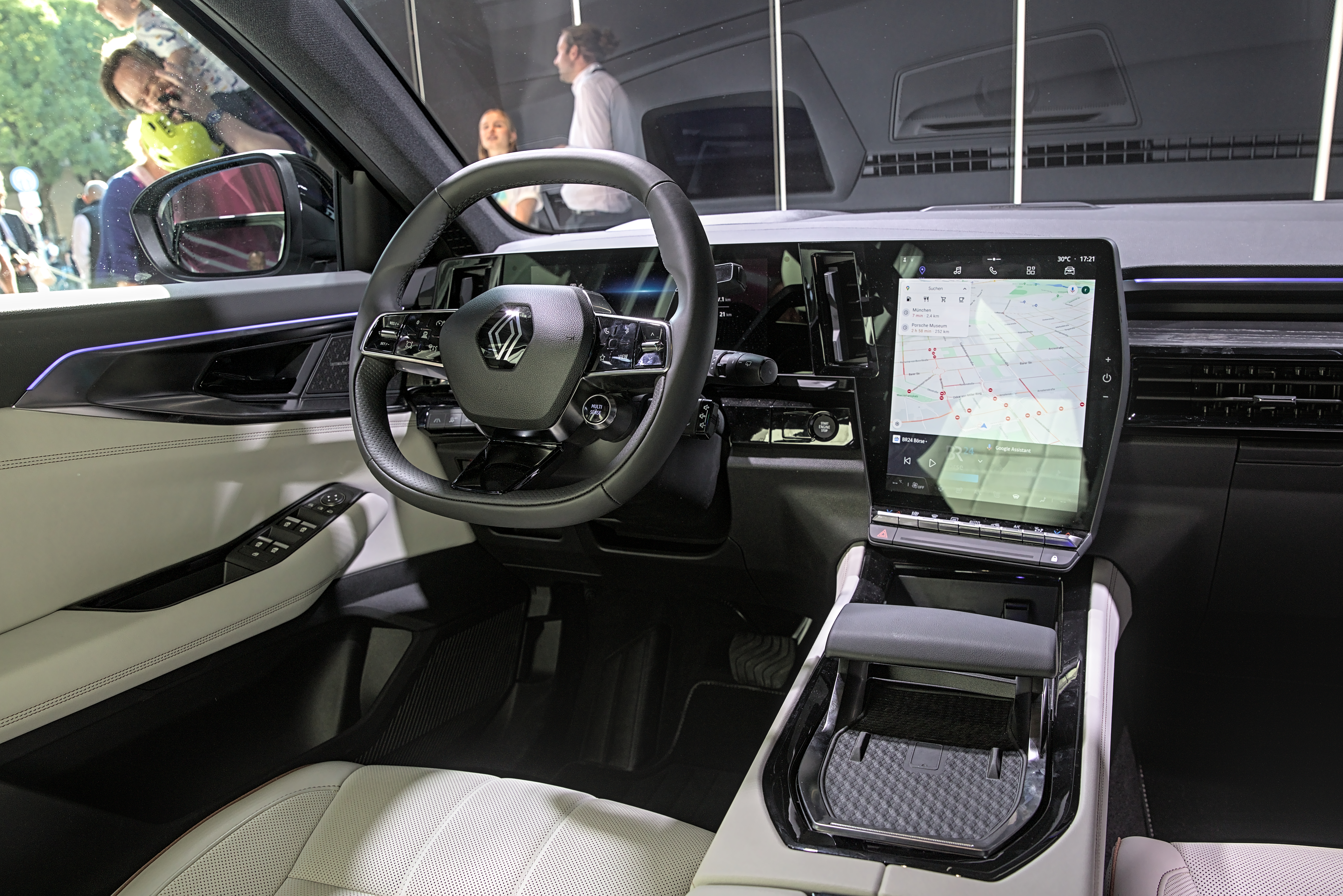
Vue de l’intérieur.
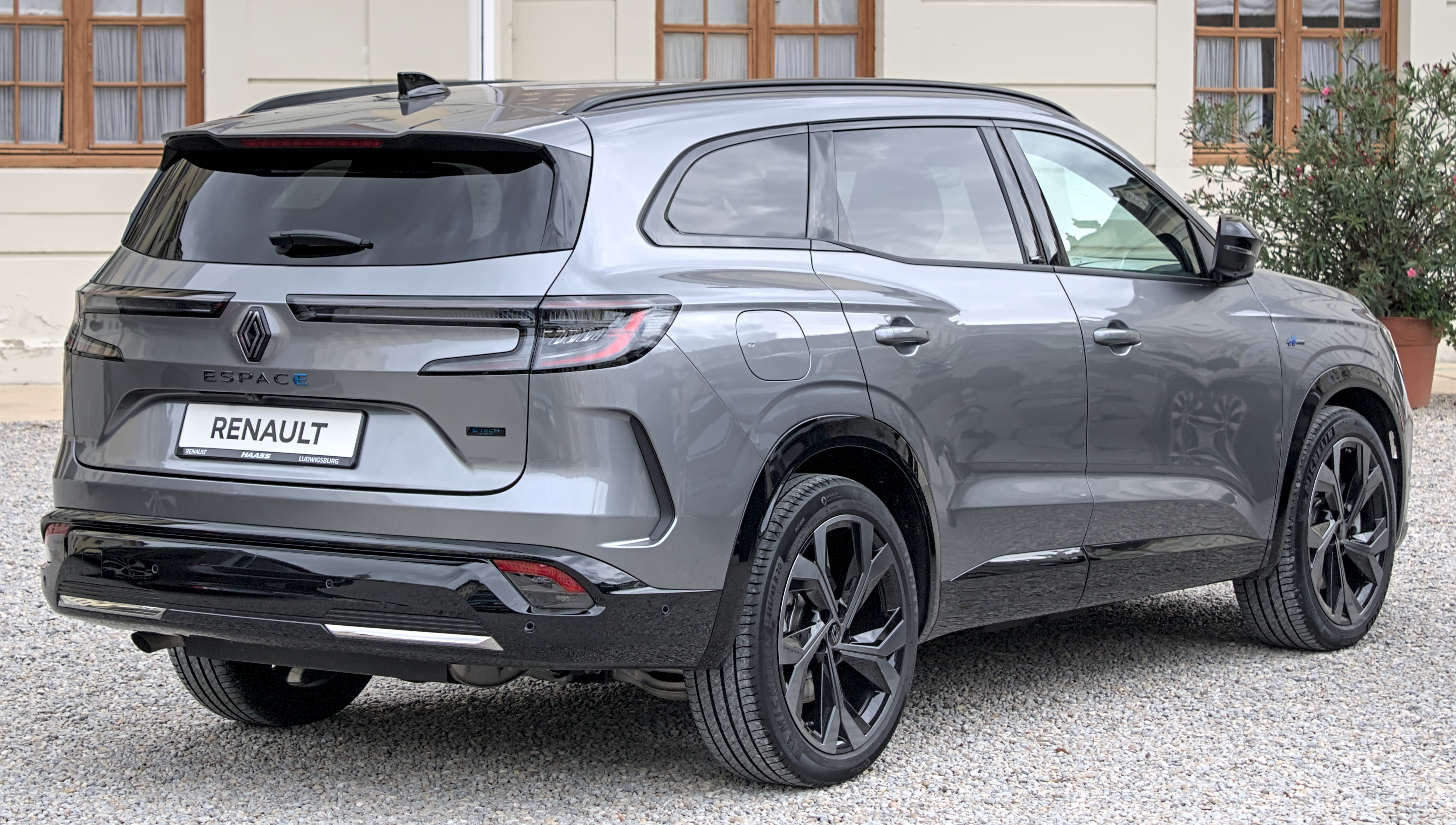
Vue arrière.

Le Renault Espace VI est présenté en mars 2023. Contrairement aux générations précédentes, il s'agit plutôt d'une version allongée du Renault Austral qu'un modèle à part entière, dans la lignée de son nom. Comparée au modèle précédent, cette nouvelle génération est plus courte de 13,5 cm mais affiche une meilleure longueur habitable (2,48 mètres).
Il est disponible en version 7 places par défaut, une option 5 places existante sans supplément financier. 
3 versions : Techno, Alpine, Iconic 
[source insuffisante][source secondaire nécessaire]. 

### Filmographie
- Le Renault Espace, film documentaire de Fabrice Maze, produit par Seven Doc, 2010